# Стефан Левгрен
Стефан Левгрен  (швед. Stefan Lövgren, 21 грудня 1970) — шведський гандболіст, олімпійський медаліст.

## Виступи на Олімпіадах
| Олімпіада    | Дисципліна | Місце |
| ------------ | ---------- | ----- |
| Атланта 1996 | гандбол    | 2     |
| Сідней 2000  | гандбол    | 2     |

## Зовнішні посилання
- Досьє на sport.references.com